# Petar Šegedin
Petar Šegedin (8. července 1909 Žrnovo – 1. září 1998 Záhřeb) byl chorvatský spisovatel.

## Život
Petar Šegedin se narodil v obci Žrnovo na ostrově Korčula, kde také absolvoval střední školu. Vystudoval Filosofickou fakultu na Záhřebské univerzitě. Pracoval jako učitel, profesor a diplomat, později se stal spisovatelem na volné noze. V 70. letech 20. století se dostal na „černou listinu“ pro svou kritiku komunistických funkcionářů a režimu i chorvatský nacionalismus v rámci Chorvatského jara a nějaký čas žil v dobrovolném exilu v Západním Německu. Byl jedním ze zakladatelů Chorvatského demokratického společenství (HDZ).
Už v debutovém románu, vydaném v 1946, se Šegedinovo dílo vzdálilo od socialistického realismu a do chorvatské literatury přinesl existencialismus. Šegedin je také známým autorem esejí a cestopisů.
Šegedin byl prezidentem organizace Matica hrvatska a členem Chorvatského svazu spisovatelů. Od roku 1963 byl členem Chorvatské akademie věd a umění. Šegedin byl v roce 1991 vyznamenán Cenou Vladimira Nazora za celoživotní dílo v oblasti literatury.

## Dílo
První díla zveřejnil koncem 30. let 20. století v časopise Pečat, který vydával spisovatel Miroslav Krleža. Šegedin psal romány, povídky a eseje a po druhé světové válce patřil k nejdůležitějším jugoslávským autorům. Ve vysloveně psychologizujících dílech vyjadřuje většinou lidské obavy a popisuje své dětství v Dalmácii.

### Romány
- Djeca božja (1946)
- Osamljenici (1947)
- Vjetar (1986)
- Crni Smješak (1969)

### Sbírky povídek a novela
- Mrtvo more (1953)
- Na istom putu (1963)
- Orfej u maloj bašti (1964)
- Sveti vrag (1965)
- Izvještaj iz pokrajine (1969)
- Getsemanski vrtovi (1981)
- Tišina (1982)
- Licem u lice (1987)[1]

### Cestopisy
- Na putu (1963)

### Esejistická a polemická próza
- Eseji (1956)
- Essay o obliku i sadržaju (1955)
- Riječ o riječi (1969)
- Svi smo mi odgovorni (1971)